# 여수동
여수동(麗水洞)은 성남시의 법정동이며, 행정동 도촌동에 속하고 구성남과 분당구의 중간지인 것은 같지만 성남대로 및 성남시청 인근으로 생활권이 분리된 지역이다. 성남시청과 성남여수지구가 들어서 개발되었다.